# Serinska hidrolaza
Serinske hidrolaze su jedna od najvećih poznatih enzimskih klasa, koja se sastoji od približno ~200 enzima ili 1% gena ljudskog proteoma. Najistaknutija karakteristika ovih enzima je prisustvo nukleofilnog serina u njihovom aktivnom mestu, koji se koristi za hidrolizu supstrata. Kataliza se odvija putem formiranja acil-enzimskog intermedijara na tom serinu, čemu sledi vodom/hidroksidom indukovana saponifikacija intermedijara i regeneracija enzima. Za razliku od drugih nekatalitičkih serina, nukleofilni serin tih hidrolaza se tipično aktivira pomoću protonskog releja. U tome učestvuje katalitička trijada koja se sastoji od serina, kiselog ostatka (npr. aspartata ili glutamata) i baznog ostatka (obično histidina), mada postoje varijacije ovog mehanizma.
Superfamilija serinskih hidrolaza obuhvata:
- Serinske proteaze, uključujući tripsin, himotripsin, i subtilisin
- Ekstracelularne lipaze, uključujući pankreasnu lipazu, hepatičku lipazu, gastričnu lipazu, endotelnu lipazu, i lipoproteinsku lipazu
- Intracelularne lipaze, uključujući hormonski senzitivnu lipazu, monoacilglicerolnu lipazu, adipoznu trigliceridnu lipazu, i diacilglicerolnu lipazu
- Cholinesterases, including acetylcholinesterase and butyrylcholinesterase
- Tioesteraze malih molekula, uključujući masno kiselinsku sintazu i acil-CoA tioesterazu
- Neke fosfolipaze, uključujući fosfolipazu A2 i trombocitno aktivirajući faktor acetilhidrolaze
- Proteinske i glikanske hidrolaze, uključujući proteinsku fosfatnu metilesterazu 1, aciloksiacilnu hidrolazu i acetilesterazu sijalinske kiseline
- Neke amidaze, uključujući hidrolazu masno kiselinskih amida
- Neke peptidaze, uključujući dipeptidilnu peptidazu 4, protein fibroblastne aktivacije, i prolilnu endopeptidazu